# Liga Mexicana de Baloncesto Profesional Femenil 2023
La Temporada 2023 de la Liga Mexicana de Baloncesto Profesional Femenil es la décima campaña e inició actividades el sábado 25 de febrero.
La temporada fue presentada en el Gimnasio Nazario Ortiz Garza de Saltillo, Coahuila, donde se anunció que se contará con siete equipos, la mitad que la temporada pasada, además que el juego de estrellas se realizará en dicha ciudad el 15 y 16 de abril.

## Eventos destacados
- Los equipos de Algodoneras de la Comarca, Atléticas de Monterrey, Barreteras de Zacatecas, Escaramuzas de Jalisco y Las Plebes de Mazatlán decidieron abandonar la LMBPF y unirse para formar otra liga,[3] mientras los equipos norteños Regias de Santiago y Phoenix de Monterrey desaparecen.

## Equipos
| Liga Mexicana de Baloncesto Profesional Femenil 2023 |                     |                                |               |                                            |
| Equipo                                               | Entrenador          | Ciudad                         | Miembro desde | Sede                                       |
| Leñadoras de Durango                                 | Pedro Guzmán        | Durango, Durango               | 2022          | Auditorio del Pueblo                       |
| Lobas de Aguascalientes                              | Giovanni Rivera     | Aguascalientes, Aguascalientes | 2015          | Gimnasio Norberto Mena Martínez            |
| Mexcaltecas de Nayarit                               | José Crespo         | Xalisco, Nayarit               | 2014          | Mesón de los Deportes Emilio M. González   |
| Mieleras de Guanajuato                               | José Carlo Villegas | Guanajuato, Guanajuato         | 2014          | Auditorio Municipal de Yerbabuena          |
| Quetzales Sajoma                                     | Héctor Cárdenas     | Ciudad de México               | 2015          | Centro Multidisciplinario Santos Degollado |
| Racers de Saltillo                                   | Luis Moreno         | Saltillo, Coahuila             | 2021          | Gimnasio Nazario Ortiz Garza               |
| Teporacas de Chihuahua                               | Jesús Chávez        | Chihuahua, Chihuahua           | 2022          | Gimnasio Rodrigo M. Quevedo                |

## Temporada 2023

### Resultados
| Jornada 1               | Jornada 1 | Jornada 1              | Jornada 1                       | Jornada 1     | Jornada 1 | Jornada 1 |
| Local                   | Resultado | Visitante              | Estadio                         | Fecha         | Hora      |           |
| ----------------------- | --------- | ---------------------- | ------------------------------- | ------------- | --------- | --------- |
| Teporacas de Chihuahua  | 76-60     | Mexcaltecas de Nayarit | Gimnasio Rodrigo M. Quevedo     | 24 de febrero | 19:30     |           |
| Leñadoras de Durango    | 60-79     | Mieleras de Guanajuato | Auditorio del Pueblo            | 24 de febrero | 20:00     |           |
| Lobas de Aguascalientes | 75-84     | Quetzales Sajoma       | Gimnasio Norberto Mena Martínez | 25 de febrero | 19:00     |           |

| Jornada 2               | Jornada 2 | Jornada 2              | Jornada 2                       | Jornada 2     | Jornada 2 | Jornada 2 |
| Local                   | Resultado | Visitante              | Estadio                         | Fecha         | Hora      |           |
| ----------------------- | --------- | ---------------------- | ------------------------------- | ------------- | --------- | --------- |
| Teporacas de Chihuahua  | 85-55     | Mexcaltecas de Nayarit | Gimnasio Rodrigo M. Quevedo     | 25 de febrero | 19:30     |           |
| Leñadoras de Durango    | 58-64     | Mieleras de Guanajuato | Auditorio del Pueblo            | 25 de febrero | 20:00     |           |
| Lobas de Aguascalientes | 93-80     | Quetzales Sajoma       | Gimnasio Norberto Mena Martínez | 26 de febrero | 14:00     |           |

| Jornada 3              | Jornada 3 | Jornada 3               | Jornada 3                         | Jornada 3  | Jornada 3 | Jornada 3 |
| Local                  | Resultado | Visitante               | Estadio                           | Fecha      | Hora      |           |
| ---------------------- | --------- | ----------------------- | --------------------------------- | ---------- | --------- | --------- |
| Leñadoras de Durango   | 59-84     | Teporacas de Chihuahua  | Auditorio del Pueblo              | 3 de marzo | 20:00     |           |
| Racers de Saltillo     | 79-66     | Lobas de Aguascalientes | Gimnasio Nazario Ortiz Garza      | 4 de marzo | 18:00     |           |
| Mieleras de Guanajuato | 86-74     | Mexcaltecas de Nayarit  | Auditorio Municipal de Yerbabuena | 4 de marzo | 19:00     |           |

| Jornada 4              | Jornada 4 | Jornada 4               | Jornada 4                         | Jornada 4  | Jornada 4 | Jornada 4 |
| Local                  | Resultado | Visitante               | Estadio                           | Fecha      | Hora      |           |
| ---------------------- | --------- | ----------------------- | --------------------------------- | ---------- | --------- | --------- |
| Leñadoras de Durango   | 52-78     | Teporacas de Chihuahua  | Auditorio del Pueblo              | 4 de marzo | 20:00     |           |
| Racers de Saltillo     | 61-59     | Lobas de Aguascalientes | Gimnasio Nazario Ortiz Garza      | 5 de marzo | 13:00     |           |
| Mieleras de Guanajuato | 76-71     | Mexcaltecas de Nayarit  | Auditorio Municipal de Yerbabuena | 5 de marzo | 13:00     |           |

| Jornada 5              | Jornada 5 | Jornada 5              | Jornada 5                                  | Jornada 5   | Jornada 5 | Jornada 5 |
| Local                  | Resultado | Visitante              | Estadio                                    | Fecha       | Hora      |           |
| ---------------------- | --------- | ---------------------- | ------------------------------------------ | ----------- | --------- | --------- |
| Teporacas de Chihuahua | 58-50     | Mieleras de Guanajuato | Gimnasio Rodrigo M. Quevedo                | 10 de marzo | 19:30     |           |
| Mexcaltecas de Nayarit | 65-63     | Leñadoras de Durango   | Mesón de los Deportes                      | 10 de marzo | 20:30     |           |
| Quetzales Sajoma       | 77-72     | Racers de Saltillo     | Centro Multidisciplinario Santos Degollado | 11 de marzo | 18:00     |           |

| Jornada 6              | Jornada 6 | Jornada 6              | Jornada 6                                  | Jornada 6   | Jornada 6 | Jornada 6 |
| Local                  | Resultado | Visitante              | Estadio                                    | Fecha       | Hora      |           |
| ---------------------- | --------- | ---------------------- | ------------------------------------------ | ----------- | --------- | --------- |
| Teporacas de Chihuahua | 86-75     | Mieleras de Guanajuato | Gimnasio Rodrigo M. Quevedo                | 10 de marzo | 19:30     |           |
| Mexcaltecas de Nayarit | 69-74     | Leñadoras de Durango   | Mesón de los Deportes                      | 10 de marzo | 19:30     |           |
| Quetzales Sajoma       | 80-82     | Racers de Saltillo     | Centro Multidisciplinario Santos Degollado | 11 de marzo | 18:00     |           |

| Jornada 7               | Jornada 7 | Jornada 7              | Jornada 7                                  | Jornada 7   | Jornada 7 | Jornada 7 |
| Local                   | Resultado | Visitante              | Estadio                                    | Fecha       | Hora      |           |
| ----------------------- | --------- | ---------------------- | ------------------------------------------ | ----------- | --------- | --------- |
| Quetzales Sajoma        | 78-63     | Mexcaltecas de Nayarit | Centro Multidisciplinario Santos Degollado | 18 de marzo | 18:00     |           |
| Racers de Saltillo      | 58-46     | Leñadoras de Durango   | Gimnasio Nazario Ortiz Garza               | 18 de marzo | 18:00     |           |
| Lobas de Aguascalientes | 60-64     | Teporacas de Chihuahua | Gimnasio Norberto Mena Martínez            | 18 de marzo | 19:00     |           |

| Jornada 8               | Jornada 8 | Jornada 8              | Jornada 8                                  | Jornada 8   | Jornada 8 | Jornada 8 |
| Local                   | Resultado | Visitante              | Estadio                                    | Fecha       | Hora      |           |
| ----------------------- | --------- | ---------------------- | ------------------------------------------ | ----------- | --------- | --------- |
| Quetzales Sajoma        | 67-53     | Mexcaltecas de Nayarit | Centro Multidisciplinario Santos Degollado | 19 de marzo | 13:00     |           |
| Racers de Saltillo      | 70-60     | Leñadoras de Durango   | Gimnasio Nazario Ortiz Garza               | 19 de marzo | 13:00     |           |
| Lobas de Aguascalientes | 57-77     | Teporacas de Chihuahua | Gimnasio Norberto Mena Martínez            | 19 de marzo | 14:00     |           |

| Jornada 9              | Jornada 9 | Jornada 9               | Jornada 9                         | Jornada 9   | Jornada 9 | Jornada 9 |
| Local                  | Resultado | Visitante               | Estadio                           | Fecha       | Hora      |           |
| ---------------------- | --------- | ----------------------- | --------------------------------- | ----------- | --------- | --------- |
| Teporacas de Chihuahua | 89-55     | Quetzales Sajoma        | Gimnasio Rodrigo M. Quevedo       | 24 de marzo | 19:30     |           |
| Mexcaltecas de Nayarit | 55-62     | Racers de Saltillo      | Mesón de los Deportes             | 24 de marzo | 20:30     |           |
| Mieleras de Guanajuato | 90-81     | Lobas de Aguascalientes | Auditorio Municipal de Yerbabuena | 27 de marzo | 19:00     |           |

| Jornada 10             | Jornada 10 | Jornada 10              | Jornada 10                        | Jornada 10  | Jornada 10 | Jornada 10 |
| Local                  | Resultado  | Visitante               | Estadio                           | Fecha       | Hora       |            |
| ---------------------- | ---------- | ----------------------- | --------------------------------- | ----------- | ---------- | ---------- |
| Teporacas de Chihuahua | 102-51     | Quetzales Sajoma        | Gimnasio Rodrigo M. Quevedo       | 25 de marzo | 19:30      |            |
| Mexcaltecas de Nayarit | 55-71      | Racers de Saltillo      | Mesón de los Deportes             | 25 de marzo | 19:30      |            |
| Mieleras de Guanajuato | 95-69      | Lobas de Aguascalientes | Auditorio Municipal de Yerbabuena | 28 de marzo | 18:00      |            |

| Jornada 11              | Jornada 11 | Jornada 11             | Jornada 11                                 | Jornada 11 | Jornada 11 | Jornada 11 |
| Local                   | Resultado  | Visitante              | Estadio                                    | Fecha      | Hora       |            |
| ----------------------- | ---------- | ---------------------- | ------------------------------------------ | ---------- | ---------- | ---------- |
| Racers de Saltillo      | 63-90      | Teporacas de Chihuahua | Gimnasio Nazario Ortiz Garza               | 1 de abril | 18:00      |            |
| Quetzales Sajoma        | 78-96      | Mieleras de Guanajuato | Centro Multidisciplinario Santos Degollado | 1 de abril | 18:00      |            |
| Lobas de Aguascalientes | 99-79      | Leñadoras de Durango   | Gimnasio Norberto Mena Martínez            | 1 de abril | 19:00      |            |

| Jornada 12              | Jornada 12 | Jornada 12             | Jornada 12                                 | Jornada 12 | Jornada 12 | Jornada 12 |
| Local                   | Resultado  | Visitante              | Estadio                                    | Fecha      | Hora       |            |
| ----------------------- | ---------- | ---------------------- | ------------------------------------------ | ---------- | ---------- | ---------- |
| Racers de Saltillo      | 51-88      | Teporacas de Chihuahua | Gimnasio Nazario Ortiz Garza               | 2 de abril | 13:00      |            |
| Quetzales Sajoma        | 68-84      | Mieleras de Guanajuato | Centro Multidisciplinario Santos Degollado | 2 de abril | 13:00      |            |
| Lobas de Aguascalientes | 89-73      | Leñadoras de Durango   | Gimnasio Norberto Mena Martínez            | 2 de abril | 14:00      |            |

| Jornada 13             | Jornada 13 | Jornada 13              | Jornada 13                        | Jornada 13 | Jornada 13 | Jornada 13 |
| Local                  | Resultado  | Visitante               | Estadio                           | Fecha      | Hora       |            |
| ---------------------- | ---------- | ----------------------- | --------------------------------- | ---------- | ---------- | ---------- |
| Mexcaltecas de Nayarit | 84-79      | Lobas de Aguascalientes | Mesón de los Deportes             | 4 de abril | 19:30      |            |
| Leñadoras de Durango   | 78-74      | Quetzales Sajoma        | Auditorio del Pueblo              | 7 de abril | 20:00      |            |
| Mieleras de Guanajuato | 81-65      | Racers de Saltillo      | Auditorio Municipal de Yerbabuena | 8 de abril | 19:00      |            |

| Jornada 14             | Jornada 14 | Jornada 14              | Jornada 14                        | Jornada 14 | Jornada 14 | Jornada 14 |
| Local                  | Resultado  | Visitante               | Estadio                           | Fecha      | Hora       |            |
| ---------------------- | ---------- | ----------------------- | --------------------------------- | ---------- | ---------- | ---------- |
| Mexcaltecas de Nayarit | 64-53      | Lobas de Aguascalientes | Mesón de los Deportes             | 5 de abril | 19:30      |            |
| Leñadoras de Durango   | 89-63      | Quetzales Sajoma        | Auditorio del Pueblo              | 8 de abril | 20:00      |            |
| Mieleras de Guanajuato | 69-58      | Racers de Saltillo      | Auditorio Municipal de Yerbabuena | 9 de abril | 13:00      |            |

### Clasificación
JJ = Juegos Jugados, JG = Juegos Ganados, JP = Juegos Perdidos, JD = Juegos Default, PF= Puntos a Favor, PC = Puntos en Contra, Dif. = Diferencia de Puntos, Ptos. = Puntos Obtenidos